# Altenmoor
Altenmoor település Németországban, Schleswig-Holstein tartományban. Lakosainak száma 233 fő (2023. december 31.).

## Népesség
A település népességének változása:
| Lakosok száma | 224  | 228  | 230  | 231  | 212  | 219  | 233  |
|               | 1975 | 2014 | 2017 | 2019 | 2021 | 2022 | 2023 |